# オウレンセ県
オウレンセ県（オウレンセけん、ガリシア語: Provincia de Ourense）は、スペインのガリシア州の県で、同州で唯一海に接していない内陸県である。北は同州のルーゴ県、北から西にかけてはポンテベドラ県、東はカスティーリャ・イ・レオン州のレオン県とサモーラ県、南はポルトガルのブラガ県、ヴィラ・レアル県、ブラガンサ県と、西はポルトガルのヴィアナ・ド・カステロ県 に接している。県都はオウレンセ。カスティーリャ語表記ではProvincia de Orense（オレンセ県）。

## 地理

### 気候
雨の多いガリシア地方の中では、降水量は少なく、夏期は気温が30度を越すことも珍しくなく、夏の暑さ、冬の寒さの厳しい典型的な内陸性気候である。

### 人口
| オウレンセ県の人口推移 1900－2010                       |
|                                                         |
| 出典:INE（スペイン国立統計局）1900年 - 1991年、1996年 - |

## 行政区画

### 主な自治体 （2010年）
県人口の30%が県都のオウレンセに居住。92の自治体がある。
| 順位 | 自治体                         | 人口    |
| 1    | オウレンセ                     | 108,673 |
| 2    | ベリン                         | 14,633  |
| 3    | オ・カルバジーニョ             | 14,136  |
| 4    | オ・バルコ・デ・バルデオーラス | 14,134  |
| 5    | シンソ・デ・リミア             | 10,245  |
| 6    | バルバダス                     | 9,468   |
| 7    | オ・ペレイロ・デ・アギアール   | 6,134   |
| 8    | セラノーバ                     | 5,949   |
| 9    | アジャリス                     | 5,910   |
| 10   | リバダビア                     | 5,490   |

### コマルカ（州と自治体の中間単位）と自治体
県内は12のコマルカに分けられる。
| コマルカ                 | 構成自治体（太字は中心となる自治体） | 数 | 人口（人） | 面積（km²） |
| ------------------------ | --- | -- | ---------- | ----------- |
| アジャリス＝マセーダ     | アジャリス、バーニョス・デ・モルガス、マセーダ、パデルネ・デ・アジャリス、シュンケイラ・デ・アンビーア、シュンケイラ・デ・エスパダネード                                                             | 6  | 15,154     | 382.15      |
| ア・バイシャ・リミア     | バンデ、エントリーモ、ロベイラ、ロビオス、ムイーニョス | 5  | 9,014      | 530.46      |
| オ・カルバジーニョ       | サン・アマーロ、ベアリス、ボボラス、オ・カルバジーニョ、サン・クリストーボ・デ・セア、オ・イリーショ、マシーデ、ピニョール、プンシン                                                                 | 9  | 29,759     | 552.3       |
| ア・リミア               | バルタール、オス・ブランコス、カルボス・デ・ランディン、ポルケイラ、ライリス・デ・ベイガ、サンディアス、サレアウス、トラスミーラス、ビラール・デ・バリオ、ビラール・デ・サントス、シンソ・デ・リミア | 11 | 23,375     | 801.7       |
| オウレンセ               | アモエイロ、バルバダス、コーレス、エスゴス、ノゲイラ・デ・ラムイン、オウレンセ、オ・ペレイロ・デ・アギアール、ア・ペローシャ、サン・シブラーオ・ダス・ビーニャス、タボアデーラ、トエン、ビラマリン   | 12 | 144,236    | 623.1       |
| オ・リベイロ             | ア・アルノイア、アビオン、ベアーデ、カルバジェーダ・デ・アビア、カストレーロ・デ・ミーニョ、センジェ、コルテガーダ、レイロ、メロン、リバダビア                                                       | 10 | 19,072     | 407.1       |
| テーラ・デ・カルデーラス | カストロ・カルデーラス、モンテデラーモ、パラーダ・デ・シル、ア・テイシェイラ | 4  | 3,650      | 313.2       |
| テーラ・デ・セラノーバ   | ア・ボーラ、カルテージェ、セラノーバ、ゴメセンデ、ア・メルカ、パドレンダ、ポンテデーバ、キンテーラ・デ・レイラード、ラミラス、ベレーア                                                               | 10 | 20,812     | 508.9       |
| テーラ・デ・トリーベス   | チャンドレーシャ・デ・ケイシャ、マンサネーダ、ア・ポブラ・デ・トリーベス、サン・ショアン・デ・リオ                                                                                                   | 4  | 4,878      | 431.7       |
| ベリン                   | カストレーロ・ド・バル、クアレドロ、ラサ、モンテレイ、オインブラ、リオス、ベリン、ビラルデボス | 8  | 28,492     | 1,007.1     |
| バルデオーラス           | オ・バルコ・デ・バルデオーラス、オ・ボーロ、カルバジェーダ・デ・バルデオーラス、ラロウコ、ペティン、ア・ルーア、ルビアー、ア・ベイガ、ビラマルティン・デ・バルデオーラス                             | 9  | 28,217     | 969.2       |
| ビアナ                   | ア・グディーニャ、ア・メスキータ、ビアナ・ド・ボーロ、ビラリーニョ・デ・コンソ | 4  | 7,031      | 746.3       |
| 計                       | | 92 | 335,219    | 7,273       |

### 司法管轄区

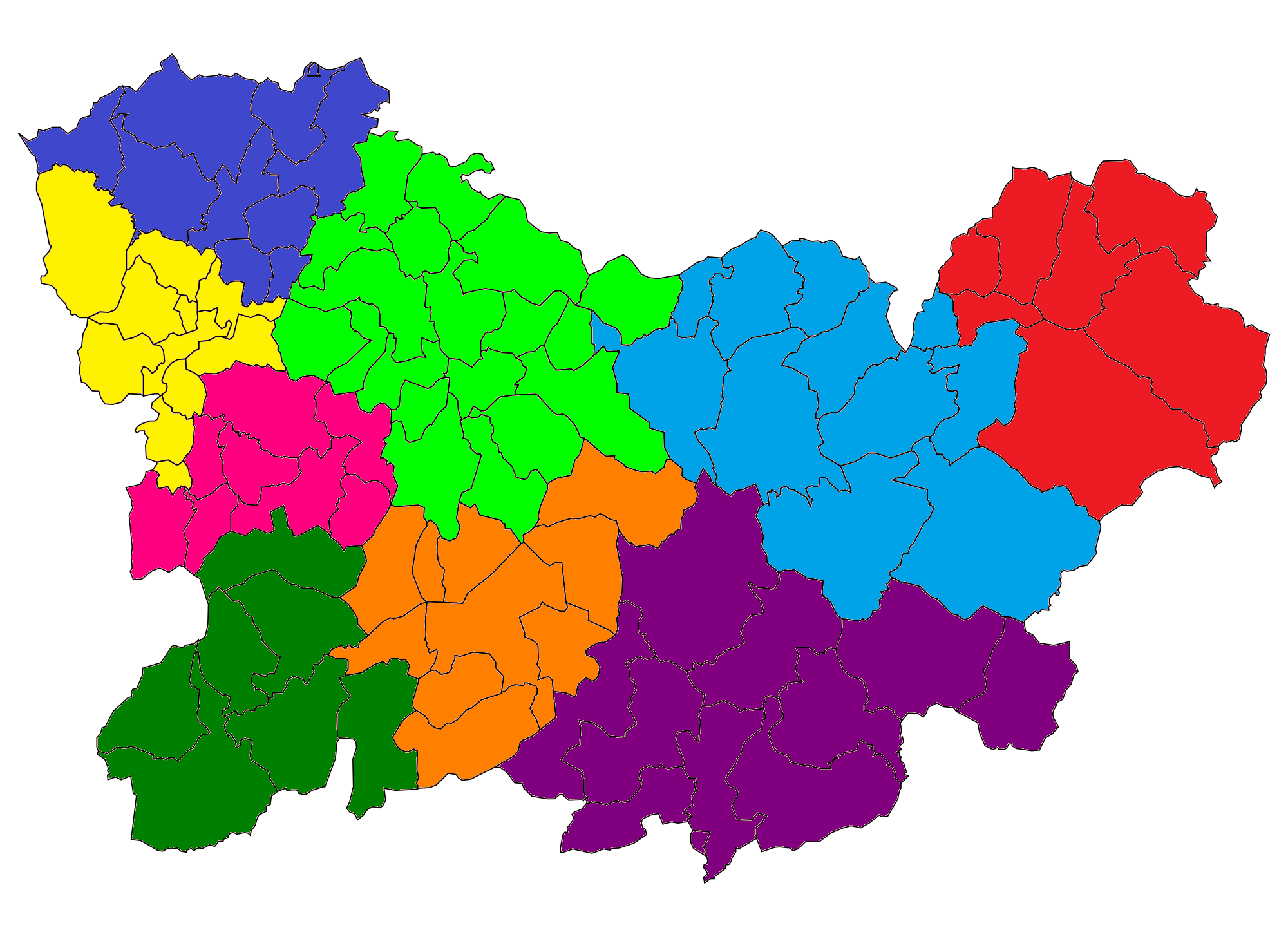
オウレンセ県の司法管轄区

県内は9の司法管轄区に分けられる。太字は中心自治体。
1. オウレンセ司法管轄区[6] - アジャリス、アモエイロ、バーニョス・デ・モルガス、バルバダス、コーレス、エスゴス、マセーダ、ノゲイラ・デ・ラムイン、オウレンセ、パデルネ・デ・アジャリス、パラーダ・デ・シル、オ・ペレイロ・デ・アギアール、ア・ペローシャ、サン・シブラーオ・ダス・ビーニャス、タボアデーラ、トエン、ビラマリン、シュンケイラ・デ・アンビーア、シュンケイラ・デ・エスパダネード
2. リバダビア司法管轄区[7] - ア・アルノイア、アビオン、ベアーデ、カルバジェーダ・デ・アビア、カストレーロ・デ・ミーニョ、センジェ、コルテガーダ、レイロ、メロン、ポンテデーバ、リバダビア
3. シンソ・デ・リミア司法管轄区[8] - バルタール、オス・ブランコス、ポルケイラ、ライリス・デ・ベイガ、サンディアス、サレアウス、トラスミーラス、ビラール・デ・バリオ、ビラール・デ・サントス、シンソ・デ・リミア
4. ア・ポブラ・デ・トリーベス司法管轄区[9] - オ・ボーロ、カストロ・カルデーラス、チャンドレーシャ・デ・ケイシャ、ラロウコ、マンサネーダ、モンテデラーモ、ア・ポブラ・デ・トリーベス、サン・ショアン・デ・リオ、ア・テイシェイラ、ビアナ・ド・ボーロ、ビラリーニョ・デ・コンソ
5. ベリン司法管轄区[10] - カストレーロ・ド・バル、クアレドロ、ア・グディーニャ、ラサ、ア・メスキータ、モンテレイ、オインブラ、リオス、ベリン、ビラルデボス
6. オ・バルコ・デ・バルデオーラス司法管轄区[11] - オ・バルコ・デ・バルデオーラス、カルバジェーダ・デ・バルデオーラス、ペティン、ア・ルーア、ルビアー、ア・ベイガ、ビラマルティン・デ・バルデオーラス
7. オ・カルバジーニョ司法管轄区[12] - ベアリス、ボボラス、オ・カルバジーニョ、オ・イリーショ、マシーデ、ピニョール、プンシン、サン・アマーロ、サン・クリストーボ・デ・セア
8. バンデ司法管轄区[13] - バンデ、カルボス・デ・ランディン、エントリーモ、ロベイラ、ロビオス、ムイーニョス、パドレンダ、ベレーア
9. セラノーバ司法管轄区[14] - ア・ボーラ、カルテージェ、セラノーバ、ゴメセンデ、ア・メルカ、キンテーラ・デ・レイラード、ラミラス

## 政治

### 県議会
オウレンセ県議会（Deputación de Ourense）の定数は25、現在の議長はガリシア国民党（PPdeG）のホセ・ルイス・バルタール・プマール、議席の内訳はガリシア国民党：15、ガリシア社会主義者党（PSdeG-PSOE）：8、ガリシア民族主義ブロック（BNG）：2である 。